# Aleksandra Nawe
Aleksandra Nawe (ur. 29 października 1965 w Tarnobrzegu) – polska pianistka, kameralistka, pedagog.

## Życiorys
Urodziła się 29 października 1965 roku w Tarnobrzegu w rodzinie artystycznej.
Matka Izabella Nawe z domu Binek – śpiewaczka operowa (sopran koloraturowy), Ojciec Henryk Nawe – tancerz Państwowego Zespołu Pieśni i Tańca „Śląsk” (zm. 1968).
Edukację muzyczną rozpoczęła nie mając skończonych sześciu lat w tarnobrzeskim Ognisku Muzycznym, następnie w nowo powstałej Szkole Muzycznej I stopnia. W roku 1976 zdobyła I nagrodę i nagrodę Prezydenta Miasta w Międzyszkolnym Konkursie Pianistycznym w Tarnobrzegu. Naukę kontynuowała w Ogólnokształcącej Szkole Muzycznej im. Karola Lipińskiego w Lublinie, potem w Państwowej Szkole Muzycznej I i II stopnia im. Tadeusza Szeligowskiego w Lublinie. W 1984 roku zamieszkała w Łodzi i tutaj w 1985 roku otrzymała dyplom Państwowej Szkoły Muzycznej I i II stopnia im. St. Moniuszki.
Studia w łódzkiej Akademii Muzycznej ukończyła z wyróżnieniem w 1990 r. w klasie fortepianu prof. Zbigniewa Lasockiego oraz klasie kameralnej prof. Rajmunda Ambroziaka. Jej pedagogami byli także profesorowie Anita Krochmalska-Podfilipska i Tadeusz Chmielewski z AM w Łodzi oraz Ivan Klansky z Academy of Art w Pradze.
Jest laureatką X Ogólnopolskiego Konkursu Muzyki Kameralnej w Łodzi (1989 – II nagroda w kategorii ‘głos z fortepianem’ z Dorotą Wójcik – sopran). Wielokrotnie brała udział w krajowych i międzynarodowych konkursach instrumentalnych i wokalnych (Duino, Trnava, Salzburg, Barcelona, Gdańsk, Łódź, Duszniki Zdrój, Nowy Sącz, Warszawa). Otrzymywała dyplomy i wyróżnienia za najlepszy akompaniament.
Współpracowała podczas mistrzowskich kursów instrumentalnych i wokalnych m.in. z Teresą Żylis-Gara, Ingrid Kremling, Stefanią Toczyską, Ryszardem Karczykowskim, Reijerem Dorresteijnem, Dariuszem Mikulskim (Łódź, Szczawnica, Duszniki Zdrój, Radziejowice, Monaco).
Koncertuje w kraju i za granicą (Łotwa, Litwa, Austria, Słowacja, Niemcy, Czechy, Finlandia, Dania, Francja), bierze udział w festiwalach muzycznych, konferencjach naukowo-artystycznych, realizuje autorskie interdyscyplinarne projekty muzyczne, w grudniu 2016 roku powołała do życia Agencję Artystyczną East-West Music.
Dokonała licznych prawykonań utworów kompozytorów współczesnych (m.in. Jerzego Bauera, Piotra Hertla, Andrzeja Hundziaka, Bronisława Kazimierza Przybylskiego, Sławomira Kaczorowskiego, Krzysztofa Grzeszczaka, Ryszarda Gabrysia, Andrzeja Dziadka, Pawła Łukaszewskiego, Tadeusza Dixy, Jacka Wierzchowskiego), w tym napisanych dla niej kompozycji.
Występuje z wieloma wokalistami, instrumentalistami i aktorami, m.in.: Izabella Nawe, Teresa Żylis-Gara, Stefania Toczyska, Bernard Ładysz, Zdzisław Krzywicki, Leonard Andrzej Mróz, Joanna Woś, Agnieszka Makówka, Adam Zdunikowski, Arnold Rutkowski, Jolanta Siry-Osmolińska, Stanisław Firlej, Tomasz Bartosiak, Łukasz Błaszczyk, Mieczysław Pawlak, Sławomir Cichor, Bogusław Sochnacki, Stanisław Mikulski, Maciej Małek, Anna Bojarska, Joanna Jeżewska, Olga Beata Kowalska, Marek Kasprzyk, Dariusz Kowalski.
W repertuarze artystki znajdują się utwory na fortepian solo i wiele dzieł kameralnych: na fortepian i różne instrumenty oraz liczne pieśni (także cykle).
W 2016 roku rozpoczęła współpracę z Olesyą Haiduk, ukraińską pianistką, z którą tworzą zespół East-West Duo grający na cztery ręce i dwa fortepiany.
Ma w dorobku kilkanaście płyt CD z muzyką m.in. Moniuszki, Żeleńskiego, Szostakowicza, Schumanna, Poulenca, Dvořáka, R. Straussa, Czajkowskiego, Minkova, Bacewicz, Kisielewskiego, Bauera, Hertla, Przybylskiego, Grzeszczaka oraz liczne DVD z zapisem koncertów, np. wydany przez firmę Hot Pot Zielony pejzaż… Piosenki Piotra Hertla. Dokonała nagrań dla radia polskiego i łotewskiego, telewizji holenderskiej (12 filmów w cyklu Klasyka o północy) oraz dla teatru i filmu w telewizji polskiej (m.in. muz. Zdzisława Szostaka do filmu w reż. Sławomira Kryńskiego – Listy miłosne).
Dwukrotnie (1997, 2006) otrzymała Nagrodę Rektora Akademii Muzycznej w Łodzi za działalność artystyczną i dydaktyczną, w roku 2003 została wyróżniona odznaką ‘Zasłużony Działacz Kultury’ (Leg. nr 734) przyznawaną przez Ministra Kultury i Dziedzictwa Narodowego. W marcu 2014 roku odebrała Nagrodę Jubileuszową za 25 lat pracy w macierzystej Uczelni.
W łódzkiej Akademii Muzycznej zatrudniona jest od 1 grudnia 1988 r., obecnie na stanowisku profesora nadzwyczajnego. W 2007 r. uzyskała stopień naukowy doktora habilitowanego sztuki muzycznej. W Katedrze Kameralistyki prowadzi zajęcia z nauki akompaniamentu, wykonawstwa liryki wokalnej i kameralistyki fortepianowej.
W 2024 została odznaczona Brązowym Krzyżem Zasługi.

## Projekty
- East-West Duo – 2016[17]
- Poświatowska i muzyka – 2015[18]
- Gwiazda Piotra Hertla – 2012
- Dwa teatry – 2011[19]
- Zielony pejzaż… Piosenki Piotra Hertla – 2011[20]
- Spotkanie z Chopinem – 2010
- Inspiracje poetyckie w pieśni artystycznej – 2008
- Jerzy Bauer – heterogeniczny – 2006
- Medytacja słowno-muzyczna Pamięci Haliny Poświatowskiej – 2005

## Dyskografia

### Płyty CD
- 2016 – Songs (P. Czajkowski, R. Strauss, A. Dvořák, M. Minkov) (Ars Sonora)
- 2015 – Jerzy Bauer Pieśni (Ars Sonora)
- 2015 – Kaleidoscopium Altówka w twórczości kompozytorów łódzkich (J. Bauer – Trzy momenty muzyczne) (Ars Sonora)
- 2015 – Mała antologia romansu rosyjskiego (Ars Sonora)
- 2014 – Trumpet Song (K. Grzeszczak – Cantilena; Trumpjazzpiano) (DUX)
- 2010 – Katedra Kompozycji vol. 8 (nagranie live – A. Dziadek – Pieśni) (Akademia Muzyczna im. Grażyny i Kiejstuta Bacewiczów w Łodzi)
- 2010 – Pastorale (W. Szalonek, G. Bacewicz, A. Szałowski, J. Bauer, S. Kisielewski – utwory na obój i fortepian) (Ars Sonora)
- 2009 – Twórczość kameralna Johannesa Brahmsa (nagranie live – Pieśni op. 72, Duety op. 28 – wybór) (Akademia Muzyczna im. Grażyny i Kiejstuta Bacewiczów w Łodzi)
- 2007 – Barwy uczuć (nagranie live – wybór pieśni W. Żeleńskiego) (Anngraf)
- 2007 – Twórczość kameralna Grażyny Bacewicz (nagranie live – pieśni i utwory na klarnet i fortepian – wybór) (Akademia Muzyczna im. Grażyny i Kiejstuta Bacewiczów w Łodzi)
- 2007 – Droga do teatru... (P. Hertel – Wariacje fortepianowe – Mały Książę) (LOGOS)
- 2006 – Jerzy Bauer – heterogeniczny (nagrania live – utwory kameralne i cykle pieśni kompozytora) (Anngraf)
- 2005 – Wieczory z liryką wokalną (pieśni m.in. P. Czajkowskiego, M. Musorgskiego, D. Szostakowicza, S. Moniuszki, S. Niewiadomskiego, J. Bauera) (Anngraf)
- 2002 – Bronisław Kazimierz Przybylski 60. (nagranie live – Biblische Szenen) (Accent Edition)
- 2001 – Katedra Kameralistyki w hołdzie Poulencowi (nagranie live) (Akademia Muzyczna im. Grażyny i Kiejstuta Bacewiczów w Łodzi)
- 1999 – Koncert Roku 1999 (nagranie live) (Akademia Muzyczna im. Karola Lipińskiego we Wrocławiu)
- 1997 – Dzieła muzyki waltorniowej (R. Schumann – Adagio i Allegro op. 70) (DSG)
- 1995 – Z Jego światłem we włosach (nagranie live – piosenki żydowskie i utwory do tekstów W. Młynarskiego) (Duszpasterstwo Akademickie „Piątka”)
- 1994/1995 – 3 CD – GOLDEN TOUCH CLASSICS: Arcangelo Corelli – Concerto grosso op.6 nr 3 c-moll, nr 5 B-dur, nr 6 F-dur, nr 10 C-dur; Georg F. Händel – Concerto grosso op. 6 nr 3 e-moll, nr 7 B-dur, nr 8 c-moll, nr 12 b-moll; Georg F. Händel –Water Music Suite 1 F-dur, Suite 2 D-dur, Suite 3 G-dur – Concerto grosso op. 6 nr 4 a-moll (partia klawesynu, Łódzka Orkiestra Kameralna, dyr. Zdzisław Szostak) (COLUMNS CLASSICS)

### Płyty DVD
- 2016 – East-West Duo (MJS)
- 2012 – Koncert Jubileuszowy z okazji 20. lecia cyklu „Muzyka na Politechnice” (PŁ)
- 2011 – Zielony pejzaż… Piosenki Piotra Hertla (Hot Pot)